# Insula Mansel

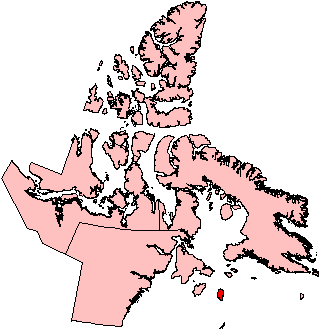
Poziţia insulei Mansel în teritoriul Nunavut

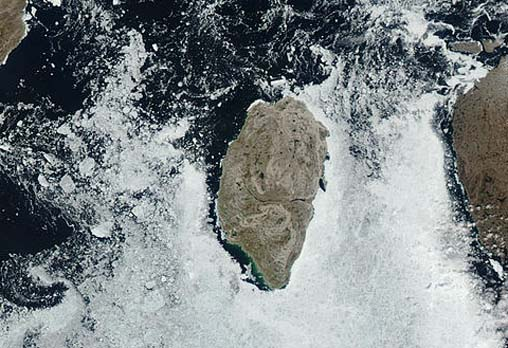
Imagine din satelit a insulei Mansel

Insula Mansel (în inuktitut: Pujjunaq) este o insulă nelocuită situată în nordul Golfului Hudson, în apropierea coastelor peninsulei Ungava, aparținând administrativ de regiunea Qikiqtaaluk a teritoriului Nunavut din Canada. Cu o suprafață de 3180 km2  ocupă locul 158 în lume și locul 28 în Canada.
Distanța față de peninsula Ungava, spre est, este de 58 km. Cele mai apropiate insule sunt insula Coats la 115 km spre vest, insula Nottingham la 120 km spre nord-est și insula Southampton la 150 km spre nordvest.
Insula are o lungime de 112 km și o lățime maximă de 48 km, altitudinea fiind în general de 40-80 m și nedepășind 100 m. Pe insulă sunt numeroase lacuri, cel mai mare fiind lacul Digger, situat în partea centrală a insulei și extinzându-se pe direcția est-vest.
Numele european al insulei Mansel a fost dat în 1613 de exploratorul englez Sir Thomas Button în onoarea viceamiralului Sir Robert Mansel (1573-1653).